# Grumelange
Grumelange (Luxemburgs: Gréimel) is een dorpje in de Belgische provincie Luxemburg. Het ligt in de gemeente Martelange, in het Land van Aarlen. Grumelange ligt in een meander van de rivier de Sûre, die er de grens met Luxemburg vormt. Hoewel de plaats tot het Franse taalgebied hoort, wordt er van oudsher Luxemburgs gesproken.
Bezienswaardig is de Sint-Jozefskapel die fungeert als hulpkerk van de parochie Martelange. De kerk dateert van omstreeks 1700 en werd in 1991 beschermd als monument.
Dorp: Martelange

Overige plaatsen: Grumelange · La Folie · La Roche Percée · Neuperlé · Radelange

Belgische gemeenten · Arrondissement Aarlen · Luxemburg · Wallonië